# Resclosa doble

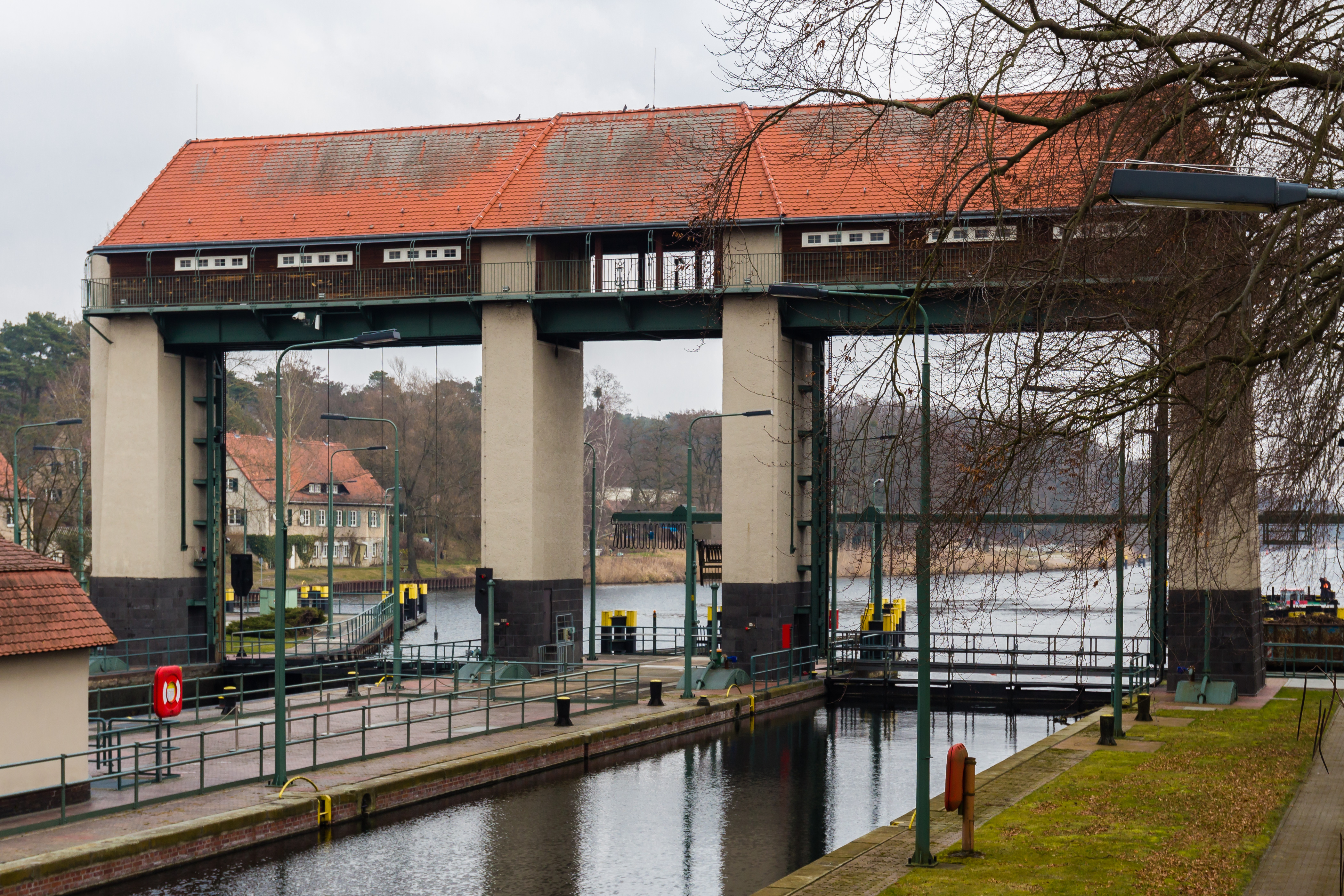
Antiga resclosa doble Kleinmachnow

Una resclosa doble o resclosa bessona, consta de dues cambres de resclosa connectades entre si mitjançant un dispositiu de tancament (estallador). Això permet que la meitat de l'aigua d'una cambra s'utilitzi per omplir una meitat de l'altra, fet ue permet reduir la pèrdua de resclosa.

## Descripció
Quan s'obre un resclosa fluvial, inevitablement es produeix una pèrdua de resclosa, perquè s'ha de buidar la cambra de resclosa per fer baixar els vaixells al nivell més baix. En el cas més simple, tot el volum s'allibera aigües avall, donant lloc a una pèrdua d'aigua del 100 per cent. No obstant això, la quantitat alliberada a l' aigua falta a la secció superior i s'ha de substituir. Si no hi ha cap entrada natural o artificial, l'aigua perduda s'ha de reemplaçar bombejant de nou des del nivell baix d'aigua. Amb una resclosa d'estalvi, la pèrdua es pot reduir tenint un dipòsit d'estalvi al costat.
Si la resclosa consta de dues cambres i el volum de trànsit en ambdues direccions és pràcticament el mateix, en una resclosa doble l'altra cambra de resclosa assumeix la funció de dipòsit d'estalvi. Només cal tancar les comportes de pujada i baixada al mateix temps, utilitzant la meitat de l'aigua de la comporta del costat més alt per a omplir la meitat de la cambra del costat més baix, fins que quedin ambdues al mateix nivell. Això significa que la pèrdua de resclosa és només del 50 per cent.
La Neckar Waterways and Shipping Authority opera moltes rescloses dobles al Neckar com rescloses bessones. Atès que el volum de descàrrega al Neckar no sempre és suficient per compensar la pèrdua d'aigua al creuar les rescloses, s'intenta reduir la quantitat d'aigua necessària a través dels rescloses interconnectades . Per a això, hi ha un canal de connexió amb un estallador entre les dues cambres de resclosa. Això permet un 45 per cent d'estalvi de la quantitat d'aigua utilitzada en l'ompliment.

## Rescloses dobles a Alemanya
- resclosa de Eisenhüttenstadt
- resclosa de Münster
- resclosa Kleinmachnow
- resclosa Herne-Ost